# Гренобль (регбійний клуб)

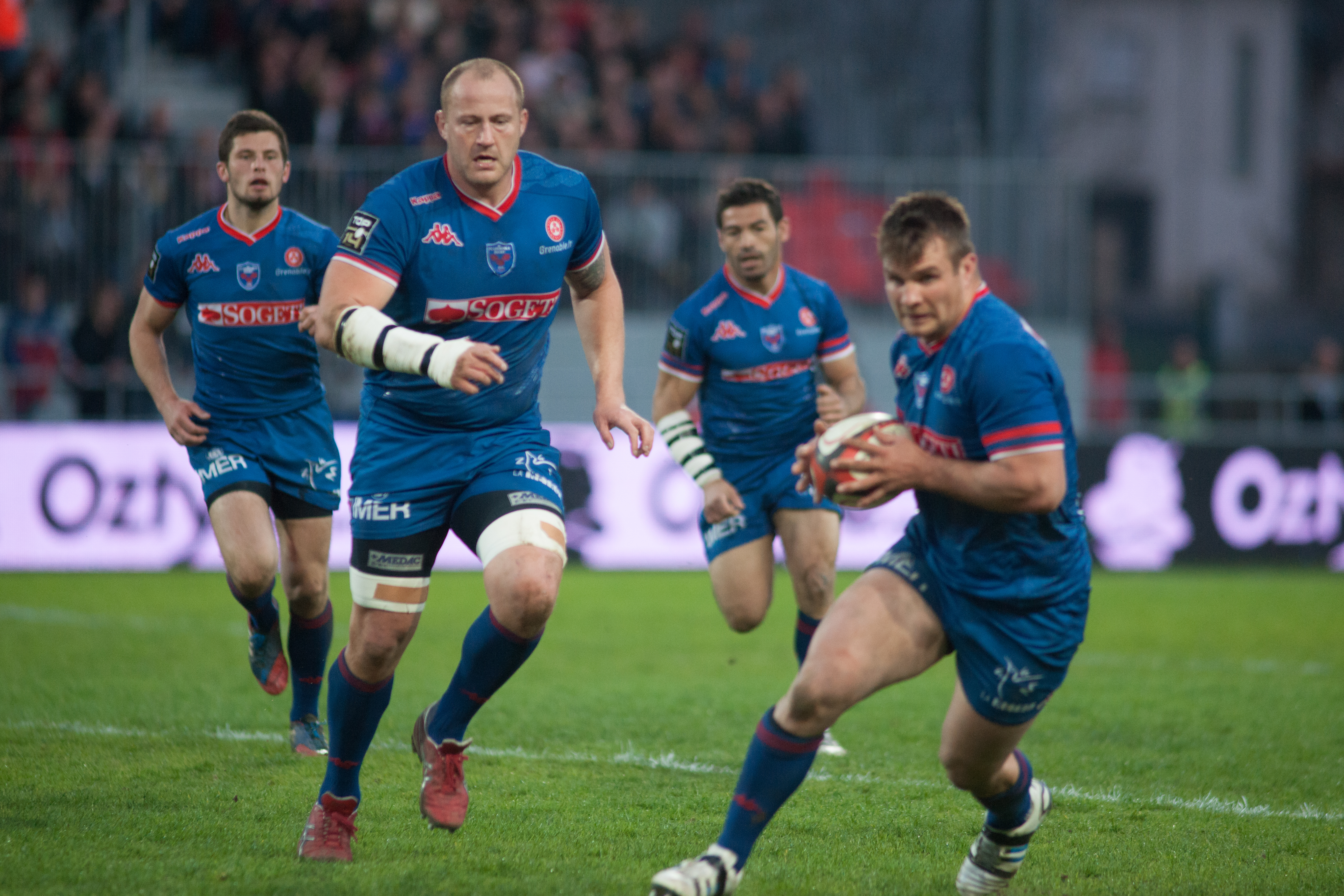
Гренобль у Топ 14 у 2014

Футбол Клаб де Гренобль Регбі (фр. Football club de Grenoble rugby), Гренобль — французький регбійний клуб, який із сезону 2012/2013 виступає в Топ 14. Команда проводить домашні матчі на арені «Стад Лєдігер», яка вміщує 12 000 глядачів. Традиційні кольори Гренобля — червоний і синій.

## Історія
Клуб заснований у 1892 році в результаті об'єднання провідних команд міста. Гренобль став чемпіоном країни в 1954 році, а в 1993-му вийшов у фінал національної першості. Однак тоді червоно-сині поступилися Кастру з рахунком 11:14. Проте, 1990-ті роки в цілому виявилися кризовими. Колектив покинув вищу лігу, хоча потім повернувся в число найсильніших клубів.
Наприкінці сезону 2004/2005 регбісти знову покинули вищий дивізіон. Одна з причин вильоту — скорочення числа учасників чемпіонату з 16 до 14. Втім, смуга невдач на цьому не закінчилася: Гренобль упав ще нижче, поповнивши склад аматорської ліги Федераль 1. На цей раз провал стався через фінансову скруту. Аудит бухгалтерії клубу показав, що до 30 червня 2005 року організація заборгувала кошти в розмірі 3.64 мільйонів євро. Професійний статус команда отримала в наступному сезоні. Таким чином, розіграш чемпіонату 2006/2007 Гренобль провів в Про Д2. Дебют у другій лізі був менш успішним, і команда посіла 14 місце з 16. Від вильоту команду врятувало одне очко, і на аматорський рівень вирушив Лімож. Колектив фінішував восьмим у сезоні 2007/2008, трохи не дотягнувши до зони плей-офф. У сезоні 2010/2011 Гренобль посів друге місце, однак в півфіналі підсумкового турніру поступився Бордо-Бегль. Через рік клуб зумів зайняти перше місце і забезпечити вихід в еліту.

## Досягнення
Топ 14
- Чемпіон: 1954
- Віце-чемпіон: 1993

Другий дивізіон
- Переможець: 1951, 2012
- Друге місце: 2002

Шаленж Ів дю Мануар
- Переможець: 1987
- Друге місце: 1969, 1986, 1990

Куп де Л'Есперанс
- Переможець: 1918

Чемпіонат Альп
- Переможець: 1912, 1919

Кубок Європейських чемпіонів:
- Друге місце: 1963

## Фінальні матчі
Чемпіонат Франції з регбі/Топ 14
| Дата           | Переможець | Фіналіст | Рахунок | Стадіон                       | Вболівальники |
| 23 травня 1954 | Гренобль   | Коньяк   | 5:3     | Муніципальний стадіон, Тулуза | 34 230        |
| 5 червня 1993  | Кастр      | Гренобль | 14:11   | Парк де Пренс, Париж          | 49 061        |

Куп де Л'Есперанс
| Дата           | Переможець            | Фіналіст | Рахунок | Стадіон              | Вболівальники |
| 28 квітня 1918 | Рейсінг Клаб де Франс | Гренобль | 22:9    | Ів дю Мануар, Коломб | 3,000         |

Шаленж Ів дю Мануар
| Дата           | Переможець   | Фіналіст | Рахунок | Стадіон                               | Вболівальники |
| 24 травня 1969 | Дакс         | Гренобль | 24:12   | Ів дю Мануар, Коломб                  | 2,902         |
| 1 травня 1986  | АС Монферрад | Гренобль | 22:15   | Амеде-Домінік, Брив-ла-Гаярд          | 10,400        |
| 10 травня 1987 | Гренобль     | Ажен     | 26:7    | Парк дес Спортс Е де Л'Еміті, Нарбонн | 3,200         |
| 19 травня 1990 | Нарбонна     | Гренобль | 24:19   | Стад дю Амо, По                       | 5,500         |

## Сезон 2016/17 Топ 14
| \| \| 2016–17 Топ 14 таблиця \| watch · edit · discuss \| |                        |                        |          |       |         |         |            |                     |          |             |                |                 |      |
| | Клуб                   | Розіграних             | Виграних | Нічия | Програш | Бали за | Бали проти | Різниця балів Diff. | Проби за | Проби проти | Здобуті бонуси | Втрачені бонуси | Бали |
| 1 | Атлантик Стад Рошель   | 17                     | 10       | 3     | 4       | 439     | 313        | +126                | 42       | 24          | 5              | 3               | 54   |
| 2 | АСМ Клермон Овернь     | 17                     | 10       | 3     | 4       | 497     | 351        | +146                | 52       | 36          | 5              | 2               | 53   |
| 3 | Монпельє Еро           | 17                     | 10       | 0     | 7       | 434     | 378        | +56                 | 38       | 33          | 3              | 3               | 46   |
| 4 | Кастр                  | 17                     | 9        | 1     | 7       | 438     | 347        | +91                 | 42       | 27          | 3              | 2               | 43   |
| 5 | Тулон                  | 17                     | 8        | 1     | 8       | 408     | 363        | +45                 | 37       | 35          | 4              | 4               | 42   |
| 6 | Тулуза                 | 17                     | 9        | 0     | 8       | 348     | 333        | +15                 | 32       | 24          | 2              | 4               | 42   |
| 7 | Бордо-Бегль            | 17                     | 8        | 1     | 8       | 397     | 388        | +9                  | 33       | 34          | 1              | 4               | 39   |
| 8 | Сексьйон Палуаз        | 16                     | 8        | 0     | 8       | 366     | 395        | –29                 | 35       | 36          | 1              | 4               | 37   |
| 9 | Брів Коррез            | 17                     | 8        | 1     | 8       | 366     | 414        | -48                 | 24       | 37          | 0              | 2               | 36   |
| 10 | Рейсінг                | 16                     | 8        | 1     | 7       | 350     | 349        | –1                  | 34       | 30          | 2              | 0               | 36   |
| 11 | Стад Франсе            | 17                     | 7        | 1     | 9       | 397     | 431        | –34                 | 38       | 39          | 2              | 2               | 34   |
| 12 | Ліон                   | 16                     | 6        | 2     | 8       | 325     | 361        | –36                 | 24       | 26          | 2              | 3               | 33   |
| 13 | Гренобль               | 16                     | 4        | 0     | 13      | 392     | 537        | –145                | 37       | 49          | 1              | 6               | 23   |
| 14 | Авірон Байонне         | 16                     | 4        | 2     | 10      | 256     | 453        | –197                | 18       | 47          | 0              | 0               | 16   |
| Якщо команди знаходяться на одному рівні в таблиці на будь-якому етапі, будуть застосовані тайбрейкі в наступному порядку: 1. Класифікація в попередньому сезоні Топ 14 |                        |                        |          |       |         |         |            |                     |          |             |                |                 |      |
| Зелений фон (1 та 2 рядки) отримують пів-фінальні плей-офф місця і візьмуть участь у 2017-18 Європейському кубкові чемпіонів з регбі. Голубий фон (рядки від 3 до 6) здобудуть чвертьфінальні плей-офф місця і візьмуть участь у Кубку чемпіонів. Жовтий фон (7 рядок) авансують до плей-офф щоб отримати шанс позмагатись в Кубку чемпіонів. Білий фон вказує на команди, які здобули місце в Кубку Європи з регбі. Червоний фон (13 і 14 рядки) — команди будуть перенесені до Регбі Про Д2. Фінальна таблиця |                        |                        |          |       |         |         |            |                     |          |             |                |                 |      |
| | 2016–17 Топ 14 таблиця | watch · edit · discuss |          |       |         |         |            |                     |          |             |                |                 |      |

## Французькі гравці
| - Олів'є Брузе - Дідьєр Самбераберо - Жюльєн Камінаті - Вінсент Клер - Жюльєн Фрії - Давід Окані - Тьєррі Девержі - Фабріс Ландро - Рафаель Лакафья - Брайан Лібенберг - Алан Лоріє - Сільве Марконне | - Лежі Метью - Людовік Мерсьє - Олів'є Мерл - Жоффруа Мессіна - Джонатан Пелісьє - Жюльєн Пурічеллі - Джонатан Вісьнєвскі - Віллі Таофіфінуа - Едмон Бессе - Жерард Бугійон - Крістіан Буже | - Клод Шеневе - Едуард Кулон - Жан-де-Грегоріо - Мішель Грефф - Фелікс Ласерр - Патрік Мені - Анрі Масс - П'єр Міллянд - Андре Морель - Едмон Велла - Стефан Веллер - Олів'є Брузе |

### Міжнародні гравці
| - Дієго Альбанесе - Хосе Оренго - Федеріко Тодесчіні - Хоакін Тукулет - Есекьєль Хурадо - Сам Кордінглі - Ендрю Фарлей - Пітер Кімлін - Джон Вельборн - Стюарт Еванс - Гжегож Кацала - Леван Гхваберідзе - Паліко Джімшеладзе - Васіль Катсадзе - Оллі Барклей | - Джон Донівукі - Алойзіо Бутонівуалеву - Аліпейт Ратіні - Флорін Кородану - Петру Балан - Ромео Гонтінеак - Петре Міту - Джордже Соломе - Овіду Тоніта - Тео ван Ренсбург - Вайлі Хюман - Гіо Аплон - Шарль Маклеод - Вільям Хелю - Сука Хуфанга - Іноке Афеакі - Кенан Мутапчічь | - Сержіо Ланфранкі - Франко Піччініні - Роббі Дінс - Джон Блейкі - Найджел Хант - Тоні Копелані - Марк Маєрхофлер - Блер Стюарт - Джексон Віллісон - Данієль Браун - Пітер Стівен - Тоні Стенджер - Джеймс Харт - Джеймі Кадмор |